# Грб Загребачке жупаније
Грб Загребачке жупаније је званични грб хрватске територијалне јединице, Загребачка жупанија. 
Грб је у садашњем облику усвојен је 28. септембра 1995. године.

## Опис грба
Грб Загребачке жупаније је грб који се подељен на 5 делова. У централном делу грба налази се извор који симболизује извор Мандушевац, а који се некада налазио на централном загребачком тргу. Остали елементи на грбу се темеље на грбовима Хрватске (шаховница), Славоније (куна) и Далмације (леопард). Зелено-беле линије у доњем левом делу представљају реке Саву и Купу, а то се тако тумачи још од времена када је царица Марија Терезија доделила по први пут грб жупанији. Линије су тада биле валовите.